# Sikenica (okres Levice)
Sikenica je obec v okrese Levice na Slovensku. Obcí protéká Perec – vodní kanál napájený z řeky Hron,

## Historie
Dnešní obec vznikla v roce 1960 sloučením dříve samostatných obcí Trhyňa (do roku 1948 slovenskyTrgyňa; maďarsky Tergenye) a Veľký Pesek (maďarsky Nagypeszek).
Trhyňa je poprvé písemně zmíněna v roce 1307 jako Tergenye. Veľký Pesek je poprvé písemně zmíněn v roce 1295 jako Pescech. Do roku 1918 byly obě sídla součástí Uherska. V letech 1938 až 1944 byla obě sídla kvůli první vídeňské arbitráži součástí Maďarska.
Od roku 1986 do roku 1992 byla Sikenica součástí města Želiezovce. Při sčítání lidu v roce 2011 žilo v obci 657 obyvatel, z toho 414 Slováků, 168 Maďarů, šest Čechů a jeden Rom. 68 obyvatel nepodalo žádné informace.

## Církevní stavby
- Reformovaný kostel z počátku 19. století v Trhyni
- Reformovaný barokní kostel z roku 1750 ve Veľkém Peseku[3]